# Radiolarit
Radiolarit nebo radiolariový rohovec je usazená hornina tvořena z rekrystalizovaných mikroskopických schránek prvoků radiolaria. Většinou je indikátorem hlubokovodního oceánského prostředí. Složením je blízká opuce, spongilitům a silicitům (jaspilitům), případně nezpevněným křemelinám.

## Vznik
Radiolarity vznikají usazováním odolných mikroskopických schránek prvoků kmene radiolaria nejčastěji pod karbonátovou kompenzační hladinou. V této hloubce dochází k úplnému rozpouštění mikroskopických schránek tvořených CaCO3, takže usazovat se mohou pouze schránky tvořené z SiO2. Opálový materiál schránek postupně rekrystalizuje na stabilnější vláknitý chalcedon a křemen. Někdy přechází do radiolariových vápenců.

## Vlastnosti
Jsou to většinou zvrstvené horniny, často pestrobarevné. Jsou poměrně tvrdé, rýpou do skla. Tenké pravidelné vrstvičky mohou dosahovat tloušťku kolem 5 - 15 cm (obvykle desky) a v případě, pokud vznikaly v hlubokovodním prostředí se často střídají s jílovitými břidlicemi, případně relikty ofiolitů. Mají vysoký obsah SiO2, nešumí v HCl. Příměs CaCO3 může způsobit, že hornina může s HCl reagovat prudčeji a slabě šumět.
Radiolarity jsou často považovány za hlubokovodní oceánské sedimenty a jsou proto často používány jako důležitý palegoegrafický indikátor. V geologické minulosti ale některé radiolarity vznikaly i v mělkovodním prostředí. Červenou až hnědou barvu hornině dodávají ionty Fe3+, zelenkavou Fe2+. Schránky radiolarií jsou zachovány v mikroskopické struktuře, jsou jinak chudé na makrofosílie. Někdy se v nich vyskytují aptychy (víčka) amonitů.

## Výskyt
Nejstarší známé radiolarity jsou kambrického stáří, pochází z Kazachstánu. Středněordovické radiolarity se vyskytují u Ballantrae ve Skotsku. Silurské/devonské radiolarity, nazývané lydity, se nachází v Franckém lese a v oblasti Vogtland v Německu.
Velký význam mají novaculity z Arkansasu, Oklahomy a Texasu, které vznikly na konci devonu.

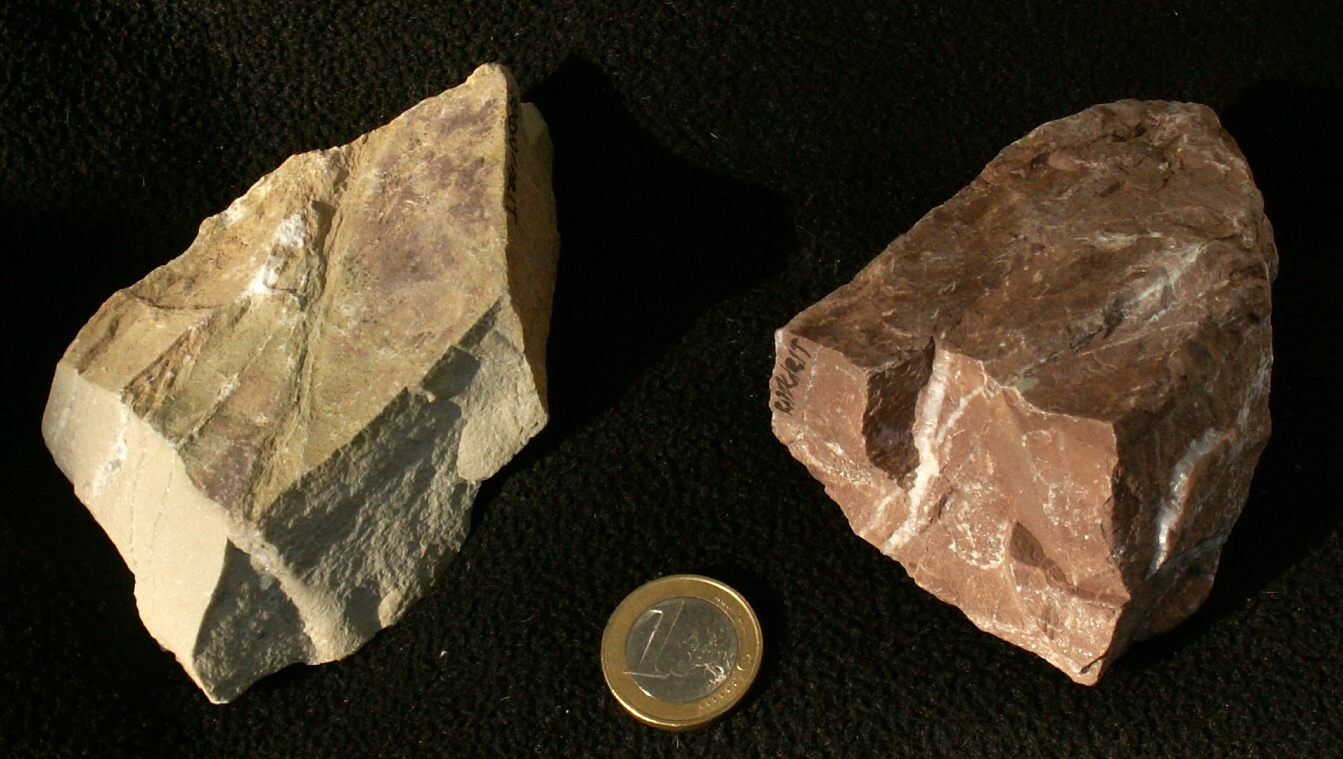
Vzorky jurských radiolaritů ze Západních Karpat

V oblasti Západních Karpat se radiolarity vyskytují v několika tektonických jednotkách. Nejstarší z nich jsou radiolarity v meliatiku, kde však vystupují pouze v sekundární pozici v subdukční melanži.
Tzv. držkovské a čoltovské radiolarity jsou střednětriasového stáří a řazeny jsou do hačavského souvrství. Všechny ostatní radiolarity jsou mladší. V Centrálních Západních Karpatech jsou hlavně střednějurské. Známy jsou i ze šipruňské pánve tatrika a zliechovské pánve krížňanského příkrovu (fatrikum), kde jsou označovány jako ždiarske souvrství. Ve fatriku mají velmi často charakter radioláriových vápenců. Vystupují také v manínské a kysucké jednotce bradlového pásma jako tzv. czajakowské resp. čajakovské radiolarity. Pro analogické souvrství se v alpské literatuře používá název ruhpoldinské radiolarity, v Polsku jsou pro stejné souvrství používány termíny sokolické a czajakowské radiolarity. V nadloží tethydních radiolaritů často leží červené hlíznaté vápence.
Na Slovensku je lze nalézt v Nízkých a Vysokých Tatrách, Malých Karpatech, Malé a Velké Fatře, pohořích Vtáčnik, Tribeč, Štiavnické vrchy, Povážském Inovci (hornobelická skupina), Spišská Magura, Starohorské vrchy, Strážovské vrchy.
Vyskytují se i v jiných oblastech alpsko-himálajské soustavy, například v pohoří Medvednica v Chorvatsku nebo v severních Vápencových Alpách.

## Použití
Radiolarity byly v mladším paleolitu používány k výrobě štípaných nástrojů. Čepele z tohoto materiálu byly nalezeny např. u Kálnici na Pováží.